# Morti nel 1865
| Questa pagina contiene informazioni ricavate automaticamente dalle voci biografiche con l'ausilio del template Bio e di un bot. L'aggiornamento è periodico e automatico e ricostruisce completamente la pagina. Se manca una persona in questa lista, sei pregato di non aggiungerla, ma accertati piuttosto che la sua voce biografica contenga il template Bio e che i dati anagrafici siano correttamente compilati. Se il template Bio manca, inseriscilo tu stesso o, in alternativa, metti l'avviso {{tmp\|Bio}} che ne segnala la mancanza. Se i dati riportati sono sbagliati, correggi direttamente la voce biografica; le modifiche saranno visibili in questa lista entro pochi giorni. Per chiarimenti vedi il progetto biografie. La lista contiene solo le 328 persone che sono citate nell'enciclopedia e per le quali è stato implementato correttamente il template Bio. Pagina aggiornata al 18 ago 2025. |

## Gennaio(31)
- 1º gennaio - Fortunato Pio Castellani, orafo, antiquario e collezionista d'arte italiano (n. 1794)
- 2 gennaio - Leandro Gómez, militare uruguaiano (n. 1811)
- 3 gennaio - Maria Ferdinanda di Sassonia, principessa (n. 1796)
- 6 gennaio - Michel-Jacques-François Achard, generale francese (n. 1778)
- 7 gennaio - Ottavio Tupputi, generale, patriota e politico italiano (n. 1789)
- 8 gennaio - Aimé de Clermont-Tonnerre, generale, politico e nobile francese (n. 1779)
- 9 gennaio - Jakob Gabriel Trog, farmacista, botanico e micologo svizzero (n. 1781)
- 10 gennaio - Federico Basso Della Rovere, generale italiano (n. 1805)
- 10 gennaio - William Fox-Strangways, IV conte di Ilchester, politico e diplomatico inglese (n. 1795)
- 11 gennaio - Franz von Hartig, politico e giornalista austriaco (n. 1789)
- 11 gennaio - Arsenij Andreevič Zakrevskij, generale e politico russo
- 12 gennaio - Utagawa Kunisada, disegnatore giapponese (n. 1786)
- 14 gennaio - Marie-Anne Libert, botanica e micologa belga (n. 1782)
- 15 gennaio - Edward Everett, politico statunitense (n. 1794)
- 16 gennaio - Carlo Lombardi, militare italiano (n. 1834)
- 17 gennaio - Charles Greville, scrittore e politico britannico (n. 1794)
- 17 gennaio - Luigia Mussini Piaggio, pittrice italiana (n. 1832)
- 18 gennaio - James Beaumont Neilson, inventore scozzese (n. 1792)
- 19 gennaio - Giuseppe Francesco Agnelli, imprenditore italiano (n. 1789)
- 19 gennaio - Pierre-Joseph Proudhon, filosofo, economista e sociologo francese (n. 1809)
- 20 gennaio - Giovanni Marghinotti, pittore italiano (n. 1798)
- 20 gennaio - Frances Vane-Tempest, nobildonna britannica (n. 1800)
- 21 gennaio - Xavier B. Saintine, scrittore, poeta e drammaturgo francese (n. 1798)
- 23 gennaio - Boris Antonovič Četvertinskij, nobile e ufficiale russo (n. 1784)
- 23 gennaio - Joseph-Désiré Court, pittore francese (n. 1797)
- 24 gennaio - Stephen Allen Benson, politico liberiano (n. 1816)
- 26 gennaio - William Sharp Macleay, entomologo inglese (n. 1792)
- 27 gennaio - Giuseppe Rocca, liutaio italiano (n. 1807)
- 28 gennaio - Felice Romani, librettista, poeta e critico musicale italiano (n. 1788)
- 29 gennaio - Leonardo Dorotea, patriota, medico e naturalista italiano (n. 1797)
- 31 gennaio - Hugh Falconer, geologo, botanico e paleontologo scozzese (n. 1808)

## Febbraio(25)
- 2 febbraio - Tito Barbieri, patriota italiano (n. 1821)
- 3 febbraio - Eugène Devéria, pittore francese (n. 1805)
- 3 febbraio - Raffaele Ginnari, patriota italiano (n. 1799)
- 3 febbraio - Antonio Alfieri d'Evandro, militare e politico italiano (n. 1832)
- 6 febbraio - Isabella Beeton, giornalista e scrittrice britannica (n. 1836)
- 7 febbraio - Antonio Pestalozza, politico italiano (n. 1784)
- 8 febbraio - Pietro Quintini, militare italiano (n. 1814)
- 9 febbraio - Emiliano Avogadro della Motta, politico e filosofo italiano (n. 1798)
- 10 febbraio - Callisto Balbo Bertone di Sambuy, nobile e generale italiano (n. 1802)
- 10 febbraio - Paul-Gustave Froment, inventore francese (n. 1815)
- 10 febbraio - Heinrich Lenz, fisico russo (n. 1804)
- 12 febbraio - Algernon Percy, IV duca di Northumberland, ammiraglio inglese (n. 1792)
- 15 febbraio - Teodosio Florentini, religioso svizzero (n. 1808)
- 15 febbraio - Nicholas Patrick Stephen Wiseman, cardinale, arcivescovo cattolico e orientalista britannico (n. 1802)
- 16 febbraio - Giovanni Battista Vergani, architetto italiano (n. 1788)
- 17 febbraio - George Phillips Bond, astronomo statunitense (n. 1825)
- 18 febbraio - Ivan Dmitrievič Čertkov, ufficiale russo (n. 1798)
- 21 febbraio - Stapleton Cotton, I visconte Combermere, generale britannico (n. 1773)
- 21 febbraio - Constant Troyon, pittore francese (n. 1810)
- 21 febbraio - Ambrogio Uboldo, collezionista d'arte, mecenate e militare italiano (n. 1785)
- 22 febbraio - Rocco Chirichigno, brigante italiano (n. 1834)
- 25 febbraio - Otto Ludwig, scrittore e drammaturgo tedesco (n. 1813)
- 26 febbraio - Evgenij Petrovič Obolenskij, militare russo (n. 1796)
- 27 febbraio - Miklós Jósika, scrittore ungherese (n. 1794)
- 27 febbraio - Giuseppe Malmusi, politico e patriota italiano (n. 1803)

## Marzo(29)
- 1º marzo - Jean-Baptiste Vérany, zoologo francese (n. 1800)
- 1º marzo - Anna Pavlovna Romanova, sovrana russa (n. 1795)
- 5 marzo - Ferdinando Augusto Pinelli, generale, storico e politico italiano (n. 1810)
- 5 marzo - Cosimo Ridolfi, agronomo e politico italiano (n. 1794)
- 5 marzo - Heinrich Wilhelm Schott, botanico austriaco (n. 1794)
- 6 marzo - Carlotta Bonaparte, nobildonna francese (n. 1795)
- 7 marzo - George Daniel Gerlach, generale danese (n. 1797)
- 10 marzo - Charles de Morny, nobile, politico e imprenditore francese (n. 1811)
- 11 marzo - Robert Hermann Schomburgk, esploratore e naturalista tedesco (n. 1804)
- 13 marzo - Bartholomäus Lämmler, pittore svizzero (n. 1809)
- 14 marzo - Henri Jean-Baptiste Victoire Fradelle, pittore francese (n. 1778)
- 14 marzo - Antonio Gava, vescovo cattolico italiano (n. 1795)
- 15 marzo - August Förster, anatomista e patologo tedesco (n. 1822)
- 15 marzo - Friedrich Karl Köpke, filologo e educatore tedesco (n. 1785)
- 15 marzo - Luigi Muzzi, letterato, filologo e epigrafista italiano (n. 1776)
- 18 marzo - Friedrich August Stüler, architetto tedesco (n. 1800)
- 19 marzo - Joseph Lebeau, politico belga (n. 1794)
- 20 marzo - Giuseppe Domenico Botto, fisico italiano (n. 1791)
- 20 marzo - Vincenzo Raffaelli, artista italiano (n. 1783)
- 21 marzo - Giuseppe Giacoletti, presbitero e poeta italiano (n. 1803)
- 21 marzo - Clemente Manzini, vescovo cattolico italiano (n. 1803)
- 22 marzo - George Bridgeman, II conte di Bradford, nobile inglese (n. 1789)
- 23 marzo - Manuel Isidoro Belzu, politico boliviano (n. 1808)
- 25 marzo - Feliks Paweł Jarocki, zoologo e entomologo polacco (n. 1790)
- 25 marzo - Giuseppe Marzorati, vescovo cattolico italiano (n. 1818)
- 26 marzo - Thomas Hancock, inventore britannico (n. 1786)
- 26 marzo - Friedrich Teuscher, librettista e scrittore tedesco (n. 1791)
- 29 marzo - Giacomo Caneva, fotografo e pittore italiano (n. 1813)
- 30 marzo - Alexander Duchnovič, scrittore, pedagogo e presbitero (n. 1803)

## Aprile(33)
- 1º aprile - John Cuffe, politico irlandese (n. 1818)
- 1º aprile - John Milton, politico statunitense (n. 1807)
- 1º aprile - Michelangelo Pacetti, pittore italiano (n. 1793)
- 1º aprile - Giuditta Pasta, contralto e soprano italiano (n. 1797)
- 2 aprile - Richard Cobden, politico e economista britannico (n. 1804)
- 2 aprile - Ambrose Powell Hill, militare statunitense (n. 1825)
- 2 aprile - Diodato Stoppani, patriota italiano (n. 1838)
- 3 aprile - Fëdor Vasil'evič Orlov-Denisov, generale russo (n. 1802)
- 3 aprile - Giovanni Semmola, medico e farmacologo italiano (n. 1793)
- 5 aprile - Manfredo Fanti, generale e politico italiano (n. 1806)
- 5 aprile - Stefano Paolo Rambaldi, presbitero italiano (n. 1803)
- 7 aprile - Carlo Francesco del Liechtenstein, generale e politico austriaco (n. 1790)
- 9 aprile - Antonio Agnelli, ingegnere e funzionario italiano (n. 1788)
- 10 aprile - Franziska Sontag, soprano e attrice teatrale tedesca (n. 1788)
- 11 aprile - Vittorio di Sant'Albino, lessicografo italiano (n. 1787)
- 12 aprile - Carlo Torrigiani, politico italiano (n. 1807)
- 13 aprile - Theodosia Trollope, poetessa, scrittrice e traduttrice inglese (n. 1816)
- 13 aprile - Achille Valenciennes, zoologo francese (n. 1794)
- 14 aprile - Rafael Carrera, generale e politico guatemalteco (n. 1814)
- 15 aprile - Abraham Lincoln, politico, avvocato e militare statunitense (n. 1809)
- 16 aprile - Anna di Assia-Darmstadt, nobile (n. 1843)
- 18 aprile - Jean-Marie Léon Dufour, medico e naturalista francese (n. 1780)
- 18 aprile - Sebastiano Santi, pittore italiano (n. 1789)
- 21 aprile - Muhammad Yusef Ali Khan Bahadur, principe indiano (n. 1816)
- 23 aprile - Silas Soule, militare statunitense (n. 1838)
- 24 aprile - Geremia Bettini, tenore italiano (n. 1821)
- 24 aprile - Nikolaj Aleksandrovič Romanov, nobile russo (n. 1843)
- 26 aprile - John Wilkes Booth, attore teatrale e criminale statunitense (n. 1838)
- 26 aprile - Francesco Sturbinetti, avvocato, politico e patriota italiano (n. 1807)
- 28 aprile - Samuel Cunard, armatore e imprenditore inglese (n. 1787)
- 29 aprile - Luigi Mola di Larizzate, nobile italiano (n. 1779)
- 30 aprile - Carl Bergmann, fisiologo, anatomista e biologo tedesco (n. 1814)
- 30 aprile - Robert FitzRoy, navigatore, esploratore e meteorologo britannico (n. 1805)

## Maggio(11)
- 3 maggio - Louisa Grace Bartolini, poetessa e scrittrice britannica (n. 1818)
- 3 maggio - Giovanni Salzano de Luna, generale italiano (n. 1790)
- 4 maggio - Christian Heinrich Grosch, architetto norvegese (n. 1801)
- 17 maggio - Serafino Sordi, gesuita, filosofo e scrittore italiano (n. 1793)
- 21 maggio - Ferdinando Lanza, generale italiano (n. 1788)
- 21 maggio - Christian Jürgensen Thomsen, archeologo danese (n. 1788)
- 25 maggio - Maddalena Sofia Barat, religiosa francese (n. 1779)
- 26 maggio - Francisque Duret, scultore francese (n. 1804)
- 27 maggio - Charles Waterton, naturalista e esploratore britannico (n. 1782)
- 29 maggio - Eduard Knoblauch, architetto tedesco (n. 1801)
- 29 maggio - Bernard Pierre Magnan, generale francese (n. 1791)

## Giugno(17)
- 2 giugno - Karl Georg von Raumer, geologo, educatore e mineralogista tedesco (n. 1783)
- 4 giugno - Auguste Van Heule, arcivescovo cattolico e missionario belga (n. 1821)
- 5 giugno - John Richardson, naturalista, chirurgo e esploratore scozzese (n. 1787)
- 6 giugno - William Clarke Quantrill, militare e criminale di guerra statunitense (n. 1837)
- 8 giugno - Luigi Caroli, patriota e militare italiano (n. 1834)
- 8 giugno - Joseph Paxton, architetto britannico (n. 1803)
- 10 giugno - Clementina Maude, viscontessa di Hawarden, fotografa britannica (n. 1822)
- 13 giugno - James Duane Doty, politico statunitense (n. 1799)
- 18 giugno - William Parker Foulke, paleontologo, storico e geologo statunitense (n. 1816)
- 18 giugno - Edmund Ruffin, agronomo, attivista e militare statunitense (n. 1794)
- 19 giugno - Athanasios Miaoulīs, politico greco (n. 1815)
- 19 giugno - Lorenzo Pareto, geologo italiano (n. 1800)
- 19 giugno - Evangelis Zappas, imprenditore e filantropo greco (n. 1800)
- 21 giugno - John William Lubbock, banchiere, astronomo e matematico britannico (n. 1803)
- 22 giugno - Ángel de Saavedra, scrittore, poeta e drammaturgo spagnolo (n. 1791)
- 23 giugno - William Wilkins, politico statunitense (n. 1779)
- 25 giugno - William Feilding, VII conte di Denbigh, nobile inglese (n. 1796)

## Luglio(25)
- 1º luglio - Ignazio Falzon, francescano maltese (n. 1813)
- 2 luglio - Federico di Schleswig-Holstein-Sonderburg-Augustenburg, nobile danese (n. 1800)
- 2 luglio - Friedrich von Gerok, teologo tedesco (n. 1786)
- 3 luglio - Takechi Hanpeita, samurai giapponese (n. 1829)
- 6 luglio - Sofia Guglielmina di Svezia, principessa svedese (n. 1801)
- 7 luglio - Filippo Agresti, patriota italiano (n. 1797)
- 7 luglio - George Atzerodt, criminale statunitense (n. 1835)
- 7 luglio - David Herold, criminale statunitense (n. 1842)
- 7 luglio - Mary Surratt, criminale statunitense
- 9 luglio - Carl Rahl, pittore austriaco (n. 1812)
- 10 luglio - Maurice Blanc, politico francese (n. 1804)
- 10 luglio - Minna Herzlieb, editrice tedesca (n. 1789)
- 14 luglio - Michel Croz, alpinista francese (n. 1830)
- 14 luglio - Benjamin Gompertz, matematico britannico (n. 1779)
- 17 luglio - Pietro Gioja, avvocato, politico e patriota italiano (n. 1795)
- 17 luglio - Rubens Peale, artista statunitense (n. 1784)
- 18 luglio - Raffaele Piria, chimico italiano (n. 1814)
- 21 luglio - Ludwig Schnorr von Carolsfeld, tenore tedesco (n. 1836)
- 22 luglio - Vincenzo Antinori, fisico, meteorologo e storico della scienza italiano (n. 1792)
- 22 luglio - Tommaso Antonio Gigli, vescovo cattolico italiano (n. 1772)
- 23 luglio - Giovanni Manna, giurista e politico italiano (n. 1813)
- 23 luglio - Arthur Tappan, imprenditore e filantropo statunitense (n. 1786)
- 25 luglio - James Miranda Barry, chirurgo britannico
- 27 luglio - Jean-Joseph Dassy, pittore francese (n. 1791)
- 27 luglio - Alphonse Henri d'Hautpoul, politico e militare francese (n. 1789)

## Agosto(25)
- 1º agosto - Byron Diman, politico statunitense (n. 1795)
- 2 agosto - Nicola Mazza, presbitero e educatore italiano (n. 1790)
- 4 agosto - William Edmonstoune Aytoun, avvocato e poeta britannico (n. 1813)
- 4 agosto - Makarios I di Cipro, arcivescovo ortodosso e politico cipriota
- 12 agosto - William Jackson Hooker, botanico britannico (n. 1785)
- 13 agosto - Francesco di Paola di Borbone-Spagna, principe spagnolo (n. 1794)
- 13 agosto - Ignác Semmelweis, medico ungherese (n. 1818)
- 14 agosto - Fitz Henry Lane, pittore statunitense (n. 1804)
- 15 agosto - Michail Larionovič Michajlov, poeta, scrittore e traduttore russo (n. 1829)
- 15 agosto - Louw Wepener, militare sudafricano (n. 1812)
- 17 agosto - Charles Cavendish-Bentinck, prete britannico (n. 1817)
- 18 agosto - Alessandro Mavrocordato, politico greco (n. 1791)
- 19 agosto - Francesco Saverio Briganti, medico e naturalista italiano (n. 1802)
- 20 agosto - Ferdinando Cavalleri, pittore italiano (n. 1794)
- 20 agosto - Andrej Stackenschneider, architetto russo (n. 1802)
- 23 agosto - Ferdinand Georg Waldmüller, pittore e scrittore austriaco (n. 1793)
- 24 agosto - Micaela Desmaisières y López Dicastillo y Olmeda, religiosa spagnola (n. 1809)
- 25 agosto - Louis-Isidore Duperrey, marinaio, esploratore e cartografo francese (n. 1786)
- 26 agosto - Johann Franz Encke, astronomo tedesco (n. 1791)
- 26 agosto - Lorenzo Valerio, politico italiano (n. 1810)
- 27 agosto - George Brown, generale inglese (n. 1790)
- 27 agosto - Thomas Chandler Haliburton, scrittore canadese (n. 1796)
- 29 agosto - Gerardo Barrios, politico e generale salvadoregno (n. 1813)
- 29 agosto - Robert Remak, medico tedesco (n. 1815)
- 31 agosto - Carlo Giachery, architetto italiano (n. 1812)

## Settembre(17)
- 2 settembre - William Rowan Hamilton, matematico, fisico e astronomo irlandese (n. 1805)
- 2 settembre - Jozef Urbanovský, attivista e presbitero slovacco (n. 1793)
- 4 settembre - James Owen, politico statunitense (n. 1784)
- 5 settembre - Alexander Schimmelfennig, generale e rivoluzionario tedesco (n. 1824)
- 7 settembre - Angelo Villanis, compositore italiano (n. 1821)
- 8 settembre - Girolamo Luxardo, imprenditore e diplomatico italiano (n. 1784)
- 8 settembre - William Henry Smyth, astronomo e ammiraglio britannico (n. 1788)
- 11 settembre - Christophe Louis Léon Juchault de Lamoricière, generale e politico francese (n. 1806)
- 13 settembre - Miguel Calmon Dupin e Almeda, politico brasiliano (n. 1796)
- 13 settembre - Thomas Lyon-Bowes, XII conte di Strathmore e Kinghorne, nobile britannico (n. 1822)
- 14 settembre - Arcangelo Michele Migliarini, pittore, antiquario e museologo italiano (n. 1779)
- 22 settembre - Christian Heinrich Pander, medico tedesco (n. 1794)
- 25 settembre - Andrés de Santa Cruz, politico peruviano (n. 1792)
- 28 settembre - Carl Alexander Heideloff, architetto tedesco (n. 1789)
- 29 settembre - Samuel David Luzzatto, poeta, traduttore e bibliografo italiano (n. 1800)
- 30 settembre - Johann Jakob Frey, pittore svizzero (n. 1813)
- 30 settembre - Marino Torlonia, nobile e imprenditore italiano (n. 1795)

## Ottobre(22)
- 1º ottobre - Francesco Chiapusso, politico italiano (n. 1802)
- 2 ottobre - Karl Klaus von der Decken, esploratore tedesco (n. 1833)
- 6 ottobre - Dominique Auguste Lereboullet, zoologo e medico francese (n. 1804)
- 7 ottobre - John Leonard Riddell, botanico, chimico e medico statunitense (n. 1807)
- 8 ottobre - Heinrich Wilhelm Ernst, violinista e compositore ceco (n. 1814)
- 11 ottobre - Jules Isaïe Benoit, fotografo canadese (n. 1830)
- 11 ottobre - Pietro Bernardini, architetto italiano (n. 1799)
- 12 ottobre - Antonio Giuglini, tenore italiano (n. 1825)
- 12 ottobre - Filippo Luigi Polidori, scrittore italiano (n. 1801)
- 12 ottobre - William Vincent Wallace, compositore e musicista irlandese (n. 1812)
- 15 ottobre - Andrés Bello, poeta, filosofo e educatore venezuelano (n. 1781)
- 16 ottobre - Giorgio Bernardo di Anhalt-Dessau, principe (n. 1796)
- 17 ottobre - Joseph-François Malgaigne, chirurgo francese (n. 1806)
- 17 ottobre - Gobbo Saragiolo, fantino italiano (n. 1809)
- 18 ottobre - Henry John Temple, III visconte Palmerston, politico inglese (n. 1784)
- 20 ottobre - Charles Dupeuty, drammaturgo e librettista francese (n. 1798)
- 20 ottobre - Jan Kanty Maszkowski, pittore polacco (n. 1794)
- 21 ottobre - Constant Dutilleux, pittore, incisore e disegnatore francese (n. 1807)
- 21 ottobre - Pável Gorianinov, botanico e naturalista russo (n. 1796)
- 24 ottobre - Bice Melzi d'Eril, nobile italiana (n. 1832)
- 24 ottobre - Betsey Stockton, educatrice e missionaria statunitense (n. 1798)
- 28 ottobre - Karl Ferdinand von Buol-Schauenstein, politico austriaco (n. 1797)

## Novembre(27)
- 1º novembre - Michelangelo Castagna, medico e patriota italiano (n. 1783)
- 1º novembre - John Lindley, botanico inglese (n. 1799)
- 1º novembre - Charles-François Nanteuil-Leboeuf, scultore francese (n. 1792)
- 1º novembre - Assunta Pieralli, poetessa e educatrice italiana (n. 1807)
- 6 novembre - Thérèse Wartel, pianista, compositrice e critica musicale francese (n. 1814)
- 7 novembre - Mélesville, drammaturgo e librettista francese (n. 1787)
- 9 novembre - Jacob Collamer, politico statunitense (n. 1791)
- 9 novembre - Mary Theresa Villiers, nobildonna e scrittrice inglese (n. 1803)
- 10 novembre - André Dupin, giurista, avvocato e politico francese (n. 1783)
- 10 novembre - Markus Mosse, medico tedesco (n. 1808)
- 11 novembre - Domenico Pannaci, giurista e patriota italiano (n. 1823)
- 12 novembre - Elizabeth Gaskell, scrittrice britannica (n. 1810)
- 12 novembre - Paolo Ruffo di Bagnara, militare e diplomatico italiano (n. 1791)
- 15 novembre - Jindřich Fügner, patriota ceco (n. 1822)
- 16 novembre - Alfred von Neipperg, generale e politico austriaco (n. 1807)
- 16 novembre - Dumanoir, drammaturgo francese (n. 1806)
- 16 novembre - Gaetano Sanseverino, presbitero, teologo e filosofo italiano (n. 1811)
- 17 novembre - Cesare Badiali, baritono italiano (n. 1810)
- 18 novembre - Joseph Déjacque, scrittore francese (n. 1821)
- 18 novembre - Maurizio Zumaglini, botanico e politico italiano (n. 1804)
- 20 novembre - Carlo Vittadini, botanico e micologo italiano (n. 1800)
- 25 novembre - Heinrich Barth, esploratore tedesco (n. 1821)
- 26 novembre - Celestino Cavedoni, archeologo e numismatico italiano (n. 1795)
- 27 novembre - Johann Jakob Sutter, politico svizzero (n. 1812)
- 28 novembre - José Manuel Pareja, marinaio e militare spagnolo (n. 1813)
- 28 novembre - Sergej Grigor'evič Volkonskij, generale e rivoluzionario russo (n. 1788)
- 29 novembre - Ventura de la Vega, letterato e drammaturgo argentino (n. 1807)

## Dicembre(29)
- 1º dicembre - Constant van Crombrugghe, presbitero fiammingo (n. 1789)
- 3 dicembre - Joseph-Marie Quérard, scrittore e bibliografo francese (n. 1797)
- 4 dicembre - Fanny Brawne, scrittrice inglese (n. 1800)
- 4 dicembre - Adolph Kolping, presbitero tedesco (n. 1813)
- 4 dicembre - Agostino Saccozzi, generale italiano (n. 1790)
- 6 dicembre - Sebastián Iradier, compositore spagnolo (n. 1809)
- 7 dicembre - Antonio Fontana, presbitero e pedagogista svizzero (n. 1784)
- 8 dicembre - Augusta FitzClarence, britannica (n. 1803)
- 10 dicembre - Leopoldo I del Belgio, re (n. 1790)
- 10 dicembre - Alessandro Manetti, ingegnere e architetto italiano (n. 1787)
- 12 dicembre - Giovanni Nigra, banchiere, politico e nobile italiano (n. 1798)
- 13 dicembre - William Augustus Barstow, politico e banchiere statunitense (n. 1813)
- 13 dicembre - Peter Krukenberg, patologo tedesco (n. 1787)
- 15 dicembre - Carlo Steeb, presbitero tedesco (n. 1773)
- 15 dicembre - Ctiboh Zoch, pastore protestante, poeta e filosofo slovacco (n. 1815)
- 16 dicembre - Jacques Alexandre Bixio, pubblicista e politico italiano (n. 1808)
- 17 dicembre - Luigi Ciacchi, cardinale italiano (n. 1788)
- 18 dicembre - Andrea Appiani il Giovane, pittore italiano (n. 1817)
- 18 dicembre - Francisco Manuel da Silva, compositore brasiliano (n. 1795)
- 19 dicembre - Nicholas Wood, ingegnere inglese (n. 1795)
- 22 dicembre - Albert Oppel, geologo e paleontologo tedesco (n. 1831)
- 22 dicembre - Franz Schuh, chirurgo e patologo austriaco (n. 1804)
- 24 dicembre - Paola Elisabetta Cerioli, religiosa italiana (n. 1816)
- 24 dicembre - Charles Lock Eastlake, pittore e scrittore inglese (n. 1793)
- 27 dicembre - Felice Cardente, avvocato, politico e patriota italiano (n. 1816)
- 29 dicembre - Heinrich Anschütz, attore teatrale austriaco (n. 1785)
- 30 dicembre - Antonio Franco, brigante italiano (n. 1832)
- 30 dicembre - Giacomo di Alessandria, vescovo ortodosso greco (n. 1803)
- 31 dicembre - Fredrika Bremer, scrittrice e attivista svedese (n. 1801)

## Senza giorno specificato(37)
- Antonio Alcalá Galiano, scrittore spagnolo (n. 1789)
- Leopoldo Alinari, editore italiano (n. 1832)
- Pasquale Amodio, avvocato e patriota italiano (n. 1792)
- Horatio Thomas Austin, esploratore britannico (n. 1801)
- Yekaterina Avdeyeva, scrittrice russa (n. 1788)
- Antonio Bonfigli, pittore italiano (n. 1806)
- Gaetano Ciandelli, musicista, violoncellista e insegnante italiano (n. 1801)
- Francesco Cocchi, pittore e scenografo italiano (n. 1788)
- Aniello Coluzzi, chirurgo italiano (n. 1806)
- Pietro Corea, brigante italiano
- Giusto da Urbino, missionario italiano (n. 1814)
- Giuseppe Di Bartolo, architetto italiano (n. 1815)
- Alecu Donici, scrittore rumeno (n. 1806)
- Angelo Antonio Frari, medico e epidemiologo italiano (n. 1780)
- Giovanni Galzerani, coreografo, ballerino e compositore italiano (n. 1780)
- Louis Pierre Gratiolet, anatomista e zoologo francese (n. 1815)
- Antonio Guidi di Bagno, letterato italiano (n. 1785)
- Harriet Howard, attrice teatrale inglese (n. 1823)
- Antōnios Kriezīs, militare, patriota e politico greco (n. 1796)
- Jaakko Fredrik Lagervall, scrittore finlandese (n. 1787)
- Christian Julius de Meza, generale danese (n. 1792)
- Nalandil Hanim, principessa (n. 1823)
- Joseph Passalacqua, egittologo italiano (n. 1797)
- Madison S. Perry, politico statunitense (n. 1814)
- Antonio Pinto Soares, politico costaricano (n. 1780)
- Aquila Che Beve, condottiero nativo americano
- Leitch Ritchie, scrittore e giornalista scozzese (n. 1797)
- Bartolomeo Riva, imprenditore e medico italiano (n. 1804)
- Agostino Rovere, basso italiano (n. 1804)
- Francesco Bartolomeo Savi, politico italiano (n. 1820)
- James Stirling, ufficiale britannico (n. 1791)
- Cesare Villavecchia, politico italiano (n. 1803)
- Antoine Wiertz, pittore e scultore belga (n. 1806)
- Michał Wiszniewski, storico della letteratura, filosofo e psicologo polacco (n. 1794)
- Omero Zanucchi, patriota italiano (n. 1814)
- Faysal bin Turki bin Abd Allah Al Sa'ud, sovrano saudita (n. 1785)
- Grigorij Černecov, pittore russo (n. 1802)